# Famille de Salinis
La famille de Salinis descendante de la famille Salies est une maison établie dans le Béarn depuis l'Ancien Régime.

## Origine

### Une implantation à Salies-en-Béarn
La famille Salinis ou Salies est deux branches d'une même famille. Elle est originaire de la ville de Salies en Béarn, cette tradition est confirmée par un droit sur la fontaine saline de la ville de Salies-de-Béarn, dont a joui la branche aînée jusqu'à son extinction. Un rapport a été rédigé par Charles et Antoine de Salinis en 1821, pour la commission administrative de la fontaine salée de Salies, dans le but d'être admis au partage des eaux de cette fontaine. L'eau salée est en effet régie par la Corporation des Part-Prenants de la Fontaine Salée qui a établi, depuis 1587, une coutume de partage fondée sur le droit du sol et le droit du sang, afin d'assurer une gestion égalitaire et démocratique de la ressource en eau salé,. La commission a tranché en faveur de la famille de Salinis par délibération du 3 mai 1823, signée par Larrouy ainé, maire et Pomarède, secrétaire.

### Salies et Salinis: une même famille
Le nom Salinis dérive du nom Salies. Dans le principe, c'est en usage dans le Béarn, pour les branches cadettes d'une famille de latiniser la terminaison du nom pour se distinguer de ses frères aînés. C'est la branche cadette de la famille qui s'est développée tandis que la branche aînée s'est éteinte.

### Une famille noble
En Béarn c'est la terre qui conditionnait le statut de noblesse. La qualité de noble n'était pas conférée par le lignage mais par la possession d'une terre noble, acquise par paiement mais aussi parfois donnée en fief en échange d'un service, d'un serment. Lorsqu'une famille noble craignait des dettes, elle pouvait vendre de la terre noble à des bourgeois pour pallier des problèmes financiers.
Plusieurs membres de cette famille ont occupé des places importantes « dans l'Église, au service et dans la robe ». Selon certains écrits, la maison de Salies, d'où descend celle de Salinis, est une des plus anciennes de la province du Béarn.

## Personnalités
Gallard ou Guillaume de Salies, fut évêque de Dax de 1215 à 1234. Deux ans après son sacre, il consacre l'église de Cagnotte, restaurée aux frais de Raymond Arnauld, vicomte d'Orthez. C'est sous ses auspices que trois habitants de la ville de Dax, Bruno d'Ardre, Pierre Saint-André et Bernard de la Tarte établissent près des murs de la ville l'hospice du Saint-Esprit. L'an 1220, Gallard fit un accord avec les recteurs de l'hospice des pauvres, situé dans le faubourg Saint-Pierre. Gallard mourut en 1233 et fut enterré dans la partie septentrionale de l'église cathédrale.
Arnauld figure sous le nom d'Arnauld III sur le catalogue des évêques de Lescar en 1427.
Jean Duhau de Salies, abbé de Saint-Léon de Bayonne, fut sacré évêque de Lescar, le 1er décembre 1658, par Nicolas Sévin, évêque de Sarlat, assisté de François Faure, évêque d'Amiens, et Jean de Montpezat, évêque de Saint-Papoul. Il est porté dans le catalogue sous le nom de Jean VII. Jean était fils d'Arnauld de Salies, seigneur de Ger et Duhau, membre du corps de ville de Salies, député par lui dans diverses circonstances auprès du conseil souverain, trésorier des biens ecclésiastiques; il était frère de David Duhau de Salies, procureur du roi au parlement de Navarre. Le 5 février 1659, Jean prêta serment de fidélité au roi. Il mourut le 18 avril 1681, à l'âge de quatre-vingt-sept ans.
Jean évêque de Lescar en 1620, était aussi aumônier du roi. Henry de Salies, filleul de Henri IV, Roi de France, fut un officier célèbre. Pierre de Salies, protégé de Louis II de Bourbon-Condé, arrêta l'armée ennemie dans un fond avec 600 hommes. David de Salies fut avocat-général à la chancellerie de Navarre, avant son union au parlement de Pau, et depuis procureur-général audit parlement. Il assiste en cette qualité à l'assemblée générale des notables du royaume tenue à Nantes en 1630, et s'y distingua beaucoup par ses lumières, sa fermeté et son zèle pour le service du roi et de l'État.
En 1646, François de Salinis, quatrième fils de Jean de Salinis Lème et petit-fils de Bernardou de Salies, épousa Jeanne, héritière de Lamolère de Morlaas. C'est probablement à partir de cette époque que la branche des Salinis se fixa à Morlaas.
Guillaume de Salies est l'auteur de la branche des Salinis établie à Morlaàs. Il est lieutenant-colonel au Régiment de Piémont, et chevalier de Saint-Louis, épousa le 26 janvier 1699, demoiselle Marie du Bazagle, de Morlaas, fille de noble Zacharie de Madaune, seigneur du Bazagle.
Le 20 juillet 1668, noble Guillaume de Salinis seigneur de Doazon, vend à réméré la seigneurie d'Uzein à noble Heriosme alias Jérôme de Day, marchand et contre-garde de la monnaie de Pau. Son petit-fils Pierre de Day a épousé en 1735 dans l'église Saint-Martin de Pau sa cousine Marie-Anne de Salies-Uzein héritière de Jean Joseph de Salies-Uzein et de Marie Marthe de Lendresse.
De ce mariage naquit : noble Pierre de Salinis, seigneur du Bazagle, marié le 15 juillet 1722 avec demoiselle Dorothée de Momàas, fille de noble Pierre de Momàas, seigneur de Soulins. De ce mariage il eut noble Louis Salinis, capitaine au Régiment de Bassigny (régiment Royal-Comtois), décédé sans postérité et noble Guillaume de Salinis, seigneur de la Hagède et du Bazagle, marié avec demoiselle Anne de Camon Blachon, fille de messire Antoine de Camon-d'Adou, seigneur de Blacho, et de dame Marie d'Espalungue.
Guillaume et Anne ont eu deux enfants : Pierre-Paul de Salinis, mort le 15 avril 1790, sans postérité et Jacques de Salinis, seigneur du Bazagle, marié avec demoiselle Catherine de Bousquet, fille de noble Roch de Bousquet; d'où sont issus quatre enfants : 1° Carles de Salinis, garde-du-corps de S. A. R. « qui a suivi les princes à Gand dès le premier jour ( 25 mars 1815), et n'est rentré qu'avec sa Majesté » ; 2° Philippe de Salinis; 3° Louis-Antoine de Salinis, ecclésiastique, théoricien du sens commun, évêque d'Amiens et archevêque d'Auch ; 4° Jean-François de Salinis.

## Seigneuries
Le membre de la maison de Salinis ont été seigneurs du château noble de la ville de Salies, ils possédaient la seigneurie du Gers, la vicomté de Saderac, et la terre noble de Lème.

## Armes
Les armes de la famille de Salinis ont une analogie avec les armes de la ville de Salies. La famille de Salinis porte un ours au naturel, montant sur un hêtre de sinople, sur lequel il jette du sel avec sa patte, avec ce cri : « Sic sale vivisco; c'est ainsi que le sel me donne la vie. » La ville de Salies avait pour armes : un sanglier couvert de sel avec ces mots béarnais : « Si you nou yeri mourt arrès n'y vibéré; si je n'y étais mort, personne n'y vivrait. ».
D'après la légende, un ours ou un sanglier blessé à la chasse aurait été trouvé au pied d'un hêtre, creusant la terre avec ses pattes et jetant sur sa blessure quelque chose qui fut reconnu être du sel. Ce fut l'origine de la fontaine de Salies, qui est le grand revenu des habitants de cette ville, par le partage communautaire des eaux salées.
Plusieurs blasonnements sont mentionnés, dans différentes sources : 
| Blason | Blasonnement : D'argent, à un hêtre de sinople senestré d'un ours au naturel jetant du sel de sa dextre. Commentaires : selon Bernard-Augustin de Cabannes (XIXe siècle). |

| Blason | Blasonnement : D'argent, à l'arbre de sinople sur une terrasse du même, accosté à sénestre d'un ours debout de sable, jetant du sel d'or de sa patte dextre. Commentaires : selon Aymard de Saint-Saud (1906). |

| Blason | Blasonnement : D'argent, à un hêtre de sinople, senestré d'un ours rampant au naturel, semant du sel. Commentaires : selon Rietstap (seconde édition, XIXe siècle). |

Autre blasonnement : d'argent, à un ours au naturel, mouvant sur un hêtre de sinople, sur lequel il jette du sel avec la patte, avec ces paroles en banderoles autour du hêtre : Sic sale vivesco,.

## Alliances
Les alliances de cette famille sont avec les maisons d’Espalungue, de Baillenx, d'Esquille, de Blachon, de Momaas, etc.

#### Armoriaux et dictionnaires de la noblesse
- François-Alexandre Aubert de La Chesnaye-Desbois, Dictionnaire généalogique, héraldique, chronologique et historique, vol. 6 (III.e du supplément), Paris, Duchêne, 1761 (BNF 30035246), p. 353
- Camille Philippe Dayre de Mailhol, Dictionnaire historique et héraldique de la noblesse française, rédigé dans l'ordre patronymique, d'après les archives des anciens Parlements, les manuscrits de d'Hozier et les travaux des auteurs, contenant un vocabulaire du blason, la notice des familles nobles existant actuellement en France, avec la description et le dessin de leurs armes, Paris, 33, rue Jacob, 1895-1897 (BNF 30860921)
- Charles-René d'Hozier (dir.), Armorial de Béarn, 1696-1701 : extrait du recueil officiel dressé par ordre de Louis XIV, Paris, H. Champion, 1889-1893 (BNF 33246733, lire en ligne)
- Nicolas Viton de Saint-Allais, Nobiliaire universel de France, ou Recueil général des généalogies historiques des maisons nobles de ce royaume : Recueil général des généalogies historiques des maisons nobles de ce royaume, vol. 8 (registre), Paris, Bachelin-Deflorenne, 1872-1878 (BNF 34209084, lire en ligne), « Salies, Salies-Leme, Salies-Duhau, Salinis »

#### Ouvrages de synthèse
- Casimir de Ladoue, Vie de Mgr de Salinis : évêque d'Amiens - archevêque d'Auch, Paris, Tolra, 1873, 568 p. (BNF 30712529, lire en ligne), « Notes et documents - Note sur la famille de Salinis »
- Charles de Picamilh, Statistique des Basses-Pyrénées, vol. 1, 1858 (BNF 37437215, lire en ligne), « Salies ou Salinis (de) », p. 538 - 547
- Régis de Saint-Jouan, « Le nom de famille en Béarn et ses origines (Suite et fin) », Revue internationale d'onomastique, nos 4-4,‎ 1952 (lire en ligne)